# Willem Naudin ten Cate

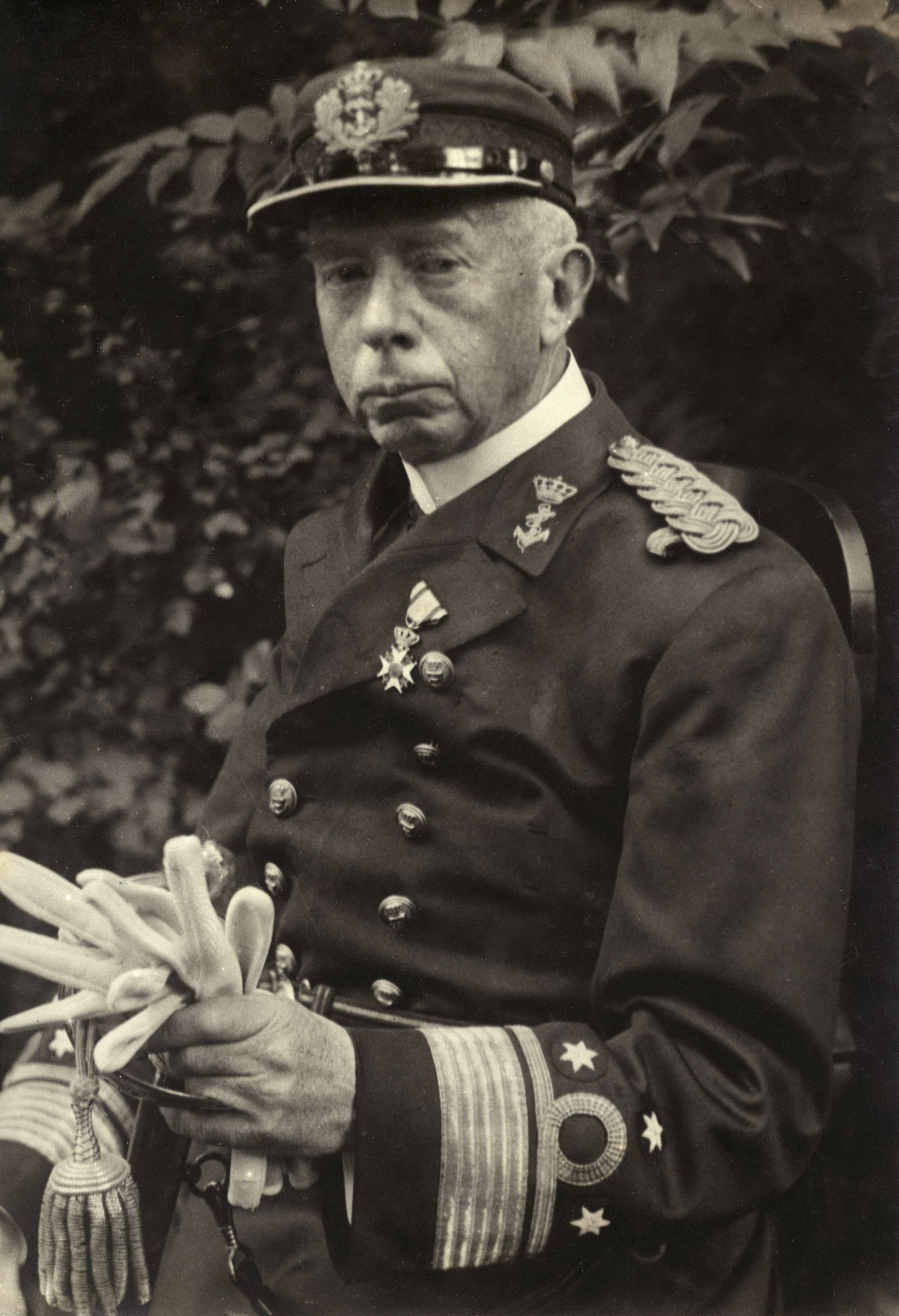
Vizeadmiral Willem Naudin ten Cate

Willem Naudin ten Cate (Geburtsname: Willem ten Cate; * 15. Juli 1860 in Haarlem; † 18. Dezember 1942 in Den Haag) war ein niederländischer Seeoffizier und Politiker. Er war zuletzt Vizeadmiral und als Anhänger der Christlich-Historischen Union CHU (Christelijk-Historische Unie) wurde er 1918 Marineminister im Kabinett Ruijs de Beerenbrouck I. Nach heftiger Kritik an seinem Haushalt trat er bereits 1919 als Minister zurück.

## Leben
Willem ten Cate, bei dem durch Königlichen Erlass Nr. 6 vom 7. Mai 1870 die Hinzufügung von „Naudin“ zum Namen erfolgte, absolvierte eine Ausbildung zum Seeoffizier. Nach zahlreichen Verwendungen war er Kommandant verschiedener Schiffe und des Geschwaders in Niederländisch-Ostindien. Ferner war er vom 6. Mai 1912 bis Juni 1913 Mitglied des Staatskomitees zur Verteidigung Niederländisch-Ostindiens, dem nach Ministerpräsident Theo Heemskerk benannten Staatskomitee-Heemskerk. Nach seiner Beförderung zum Konteradmiral (Schout-bij-nacht) wurde er im Oktober 1913 Kommandant der Verteidigungsanlagen von Den Helder (Stelling van Den Helder) und Kommandeur der Marine in Willemsoord. Er verblieb auf diesem Posten während des Ersten Weltkrieges bis zum 16. September 1918 und wurde in dieser Zeit am 16. August 1914 auch zum Vizeadmiral (Vice-admiraal) befördert.
Am 16. September 1918 übernahm Naudin ten Cate im Kabinett Ruijs de Beerenbrouck I den Posten als Marineminister (Minister van Marine). Vor der Abstimmung über seinen ersten Haushalt trat er am 20. Februar 1919 zurück, weil er das Gefühl hatte, zu stark kritisiert worden zu sein. Insbesondere sein Vorschlag, drei Kreuzer bauen zu lassen, stieß auf großen Widerstand. Nach seinem Rücktritt übernahm Ministerpräsident Charles Ruijs de Beerenbrouck das Amt als Marineminister kommissarisch. Im Anschluss trat er in den Ruhestand und war noch Mitglied des Aufsichtsrates der Niederländische Basalt-Gesellschaft (Nederlandse Basaltmaatschappij) in Zaandam.